# ナツイロ
『ナツイロ』は、女性7人組音楽ユニットdream（現Dream）の5thアルバム（ミニアルバム）。レーベルはavex trax。2005年7月27日発売。

## 概要
- dream史上初めて「ミニアルバム」と銘打たれたアルバム。またdreamメンバーが登場しないジャケットの採用も史上初。
- イラストジャケットの「CDのみ盤」とメンバー写真ジャケットの「CD+DVD盤」の2形態
- 「CDのみ」初回盤はミニフォトブック付き
- 夏をテーマにした楽曲が多い

## 収録曲
1. Blue Navigation
作詞：松井五郎、作曲：林田健司、編曲：Jin Nakamura
2. Sweet Summer Days
作詞：相吉志保、作曲：たかはしごう、編曲：村田昭
日本テレビ系 「ザ!情報ツウ」 7月度エンディングテーマ
3. この夏が終わる前に
作詞：aki、作曲：Kazz、編曲：村田昭
4. flavour 〜YOU STICK IN MY MIND〜
作詞・作曲・編曲：ARCHIBOLD
5. La MASCHERA
作詞：松井五郎、作曲：林田健司、編曲：TATOO
6. SHINE OF VOICE
作詞：川原京、作曲：ササキオサム、編曲：TATOO
テレビ朝日アニメ 「いちご100%」 オープニングテーマ曲

### DVD
1. この夏が終わる前に（Video Clip）
ドラマ仕立てのPVで、dreamメンバーの出演は長谷部のみ